# Emiko Kuboová
Emiko Kuboová (japonsky 久保 恵美子, * 28. prosince 1966 Ósaka) je bývalá japonská fotbalistka.

## Reprezentační kariéra
Za japonskou reprezentaci v letech 1981 až 1984 odehrála 4 reprezentační utkání.

## Statistiky
| Japonsko | Japonsko | Japonsko |
| Roky     | Záp.     | Góly     |
| -------- | -------- | -------- |
| 1981     | 1        | 0        |
| 1982     | 0        | 0        |
| 1983     | 0        | 0        |
| 1984     | 3        | 0        |
| Celkem   | 4        | 0        |